# Pál Dunay
Pál Dunay (Asbach, 12 de junio de 1909-Budapest, 17 de julio de 1993) fue un deportista húngaro que compitió en esgrima, especialista en las modalidades de florete y espada. Ganó dos medallas en el Campeonato Mundial de Esgrima en los años 1934 y 1935.

## Palmarés internacional
| Campeonato Mundial | Campeonato Mundial | Campeonato Mundial | Campeonato Mundial  |
| Año                | Lugar              | Medalla            | Prueba              |
| ------------------ | ------------------ | ------------------ | ------------------- |
| 1934               | Varsovia (Polonia) | Medalla de oro     | Espada individual   |
| 1935               | Lausana (Suiza)    | Medalla de bronce  | Florete por equipos |